# Ronde van Italië 2022/Negentiende etappe
De negentiende etappe van de Ronde van Italië 2022 wordt verreden op vrijdag 27 mei van Marano Lagunare naar Castelmonte. Het betreft een bergetappe over 178 kilometer.

## Uitslagen
| Marano Lagunare – Castelmonte (178,0 km) |      |       |      |
| Plaats                                   | Naam | Ploeg | Tijd |
| 1                                        |      |       |      |
| 2                                        |      |       |      |
| 3                                        |      |       |      |

| Algemeen klassement |      |       |      |
| Plaats              | Naam | Ploeg | Tijd |
| Roze trui           |      |       |      |
| 2                   |      |       |      |
| 3                   |      |       |      |

## Opgaven
- Jefferson Alexander Cepeda (Drone Hopper-Androni Giocattoli):
- Richie Porte (INEOS Grenadiers):

1e etappe ·
2e etappe ·
3e etappe ·
4e etappe ·
5e etappe ·
6e etappe ·
7e etappe ·
8e etappe ·
9e etappe ·
10e etappe ·
11e etappe ·
12e etappe ·
13e etappe ·
14e etappe ·
15e etappe ·
16e etappe ·
17e etappe ·
18e etappe ·
19e etappe ·
20e etappe ·
21e etappe
Startlijst · Eindstanden · Afbeeldingen